# بلیط توماهاوک
بلیت توماهاوک (به انگلیسی: A Ticket to Tomahawk ) یک فیلم کمدی موزیکال وسترن آمریکایی به کارگردانی ریچارد سیل و با بازی دن دیلی و آن باکستر است که در سال ۱۹۵۰ منتشر شد. این توسط کمپانی فاکس قرن بیستم منتشر شد. مرلین مونرو در یکی از نخستین نقش هایش ظاهر شد.